# Aryabhata I.
Āryabhata I. Starejši (tudi Āriabhata; devanāgarī आर्यभट), indijski matematik in astronom, * 476, Ašmaka, Indija, † 550.

## Življenje in delo
Aryabhata je najzgodnješi indijski matematik, katerega delo in življenje nam je še znano. Bil je (verjetno) učitelj Bhāskari I., ki je navedel, da je Aryabhata živel v Kusumapuri in jo enačil s Pātaliputro, kar je danes Patna. Arabci so Aryabhato poznali pod imenom Arjehir in je s svojim delom zelo vplival na njih.
Okoli leta 498 (499) je Aryabhata napisal matematično delo Ārjabhatīja v štirih delih. To je edino njegovo znano delo. Je zbirka do tedaj znanih hindujskih astronomskih in matematičnih pravil, pisana v sanskrtu v enako dolgih in rimanih stihih. Vsebuje snov iz astronomije, sferične trigonometrije, aritmetike, algebre in ravninske trigonometrije. Nekatere njegove enačbe so pravilne, nekatere pa tudi ne. V prvem delu so predstavljene astronomske konstante in tabele sinusov. V drugem delu je potrebna matematika za preračune. Tretji del obravnava časovne račune in oddaljenosti planetov. V četrtem delu pa so poglavja iz trigonometrije in pravila za računanje mrkov. Arabski prevod Ārjabhatīje iz 8. stoletja so v 13. stoletju prevedli v latinščino. Prek tega prevoda so se verjetno evropski matematiki spoznali z metodami za računanje kvadratnih in kubnih korenov. Možno je tudi, da je Aryabhatovo delo vplivalo na evropsko astronomijo.
Za označevanje števil je uporabljal zloge. Pri tem so a, i, u, e označevale potence števila 100. Na primer g = 3, y = 30 in je tako ga = 3 · 1000 = 3, ya = 30, gi = 3 · 1001 = 300, yi = 3000,
gu = 3 · 1002 = 3000, yu = 300000 in podobno.
Za π je uporabljal že znan dober približek, ki ga je podedoval od staroindijske džainistične matematike. V drugem delu Ārjabhatije je zapisal:
chaturadhikam śatamaśṭaguṇam dvāśaśṭistathā sahasrāṇām
Ayutadvayaviśkambhasyāsanno vrîttapariṇahaḥ.
»Štiri prišteto k sto in pomnoženo z osem
prištej k dvaišestdeset tisoč,
pa boš dobil kroga približen obseg
s premerom dveh desettisočev.«
Iz zapisa sledi:
{\displaystyle \pi ={o \over 2r}={104\cdot 8+62000 \over 2\cdot 10000}=3;{22 \over 7}={2\cdot 11 \over 7};{355 \over 113}={5\cdot 71 \over 113};{8(4+100)+62000 \over 20000}={62832 \over 20000}=}
{\displaystyle \quad ={3927 \over 1250}={3\cdot 7\cdot 11\cdot 17 \over 2\cdot 5^{4}}=[3;7,16,11]=3,141600\;.}
Izvor tega približka pri njem ni znan, lahko pa, da ga je na novo dobil po
mnogokotniški metodi z mnogokotnikom s številom stranic {\displaystyle n=384=2^{7}\cdot 3}. Nilakanta Somajadži je sklepal da beseda āsanna (približevanje), ki se pojavi pred zadnjo besedo, ne pomeni le približek, ampak da je vrednost sama nemerljiva, oziroma iracionalna. Iracionalnost števila π je dokazal v Evropi leta 1761 Lambert.
Aryabhata je rešil kvadratno enačbo, veliko njegovih enačb pa je bilo tudi napačnih. Dal je pravilne enačbe za površino trikotnika in kroga, enačbe za prostornino krogle in piramide pa so napačne.
Njegovo delo vsebuje tudi verižne ulomke, kvadratne enačbe, vsote potenčnih vrst in tabele sinusov. V trigonometrijo je prvi uvedel funkcijo versinus {\displaystyle 1-\cos x}.
Aryabhata je meril tudi Zemljin obseg, kjer je dobil precej natančno vrednost 39.968 km, kar je le za 0,3 % manj od dejanske vrednosti 40.074 km. Njegova vrednost je ostala najbolj natančna več kot tisoč let.
Napisal je tudi astronomsko delo Siddhānta v 121. kiticah, ki jo je pozneje v arabščino prevedel al-Fazari. Aryabhata je verjel, da se Zemlja vrti okoli svoje osi. Podal je zelo dobro heliocentrično sliko Osončja, pravilno razlago Sončevih in Luninih mrkov, polosi planetnih tirov glede na Zemljin tir in njihove obhodne dobe okoli Sonca.
Verjel je, da Luna in planeti odbijajo Sončevo svetlobo in so zato svetli in celo, da so tiri planetov elipse.
Po njem je v staroindijskem koledarju dolžina siderskega leta 365d 6h 12m 37s (napaka je +217s). Leto ima 12 ali 13 mesecev z 29, 30, 31 ali 32 dnevi. Navadno leto ima 354 ali 355 dni, prestopno pa 383, 384 ali 385 dni. Interkalacijsko pravilo ni znano in tako ni mogoče izračunati napake. Periodična napaka tega koledarja je prav gotovo večja od 30 dni, kar je neizbežno pri koledarjih z 12 ali 13 meseci. Njegova ocena siderskega leta 365d 6h 12m 30s je prevelika, ker je prava vrednost manjša od 365d 6h.
Aryabhata je bil prvi znan astronom, ki je začel stalno določevati dolžino Sončevega dneva in vsakega označil s številko. To štetje se v sanskrtu imenuje ahargana. Njegovo štetje se začne na začetku Mahayuge (4.320.000 let). Zaradi velikih števil so kasneje astronomi spremenili začetek te epohe na začetek Kaliyuge, ki se začne ob polnoči iz 17. na 18. februar 3102 pr. n. št.
»Dekle čudovito, sijočih oči, povej mi,
saj vendar inverzije metodo poznaš,
katero je to število, ki da,
pomnoženo s 3
in zatem povečano za 3/4 produkta,
nato deljeno s 7
in zatem zmanjšano za 1/3 kvocienta,
spet to pomnoženo s samim seboj
in zatem zmanjšano za 52, zatem korenjeno
in nato povečano za 8
ter končno še deljeno z 10,
število 2?
Rešitev: {\displaystyle x=\pm 28}. (Aryabhata je omenil samo pozitivno rešitev).«